# Mittelbruch (Groß Kreutz)
Mittelbruch ist eine Insel im Fluss Havel. Sie liegt nahe der Stadt Ketzin. Der größte Teil der Insel gehört jedoch zur Gemeinde Groß Kreutz. Das Westufer der Insel liegt zum Trebelsee.